# Erps-Kwerps
Erps-Kwerps är en ort i Belgien.   Den ligger i provinsen Flamländska Brabant och regionen Flandern, i den centrala delen av landet, 16 km öster om huvudstaden Bryssel. Erps-Kwerps ligger 35 meter över havet och antalet invånare är 5 879.
Terrängen runt Erps-Kwerps är platt, och sluttar norrut. Runt Erps-Kwerps är det tätbefolkat, med 709 invånare per kvadratkilometer.. Närmaste större samhälle är Bryssel, 15,8 km väster om Erps-Kwerps. 
Trakten runt Erps-Kwerps består till största delen av jordbruksmark.